# Erik Lima
Erik Nascimento Lima (Novo Repartimento, 18 de julio de 1994) es un futbolista brasileño, juega de delantero y se encuentra en el Vissel Kobe de la J1 League de Japón.

## Carrera

### Goiás
Erik, nacido en Novo Repartimento, Pará, se unió a la organización juvenil de Goiás en 2004, a la edad de 10 años, después de impresionar en un juicio cuando visitaba una familia en Goiânia. En febrero de 2013, después de impresionar a los menores de 20 años en la Copa São Paulo de Futebol Júnior, fue ascendido a la escuadra principal.
El 7 de marzo de 2013, Erik renovó su vínculo con el Esmeraldino, firmando hasta diciembre de 2016. Hizo su debut senior el 27, llegando como suplente en la segunda mitad de David en una victoria por 2-0 en casa contra el CRAC para el campeonato de Campeonato Goiano; apareció en un solo partido más en la competición, ya que su equipo terminó segundo.
El 7 de julio de 2013, Erik hizo su debut en la Serie A, comenzando en una victoria en casa 1-0 contra Vitória. Solo apareció raramente durante la campaña, con su equipo terminando en una sexta posición inesperada.
Erik anotó su primer gol en su último año el 26 de febrero de 2014, logrando el primero en una victoria por 2-1 en casa contra Anápolis. Posteriormente superó a los veteranos Araújo y Rychely durante el año.
Erik comenzó el primer partido de la liga de la campaña, una victoria por 1-0 fuera contra el Atlético Mineiro el 4 de mayo. Marcó su primer gol en la competencia el día 23, anotando el último en un empate 2-2 en casa contra el Santos, y posteriormente fue una figura siempre presente para el club, anotando un hat-trick ante el Atlético Paranaense el 31 de agosto, y también añadiendo tirantes contra Bahia y Chapecoense. Después de terminar la campaña con 12 goles, fue nombrado Mejor Recién Llegado.
Después de estar fuertemente vinculado a un movimiento, Erik permaneció con Goiás en 2015. En el año en que Goiano anotó dos llaves, contra Atlético Goianiense y Grêmio Anápolis, mientras su equipo ganó el título estatal. En el torneo nacional del año, Erik registró 10 goles en 26 partidos, incluidos dos tiros de goles en 3-0 victorias sobre São Paulo, Vasco da Gama y Joinville en medio de la campaña; los dos últimos equipos fueron relegados junto a Goiás.

### Palmeiras
En medio del interés de Fenerbahçe de Turquía, Erik firmó un contrato de cinco años para el Palmeiras el 23 de diciembre de 2015; Verdão compró el 60% de sus derechos económicos por una comisión de 3 millones de euros.
Hizo su debut el 19 de enero en el primer partido de la temporada del Campeonato Paulista, reemplazando a Gabriel Jesus por los últimos 16 minutos de una victoria 2-0 en el Botafogo. Regularmente un suplente, no anotó en su primera campaña. Su debut en la liga nacional se produjo el 29 de mayo, nuevamente en lugar de Gabriel Jesus en una derrota por 1-0 ante sus rivales de la ciudad de São Paulo. En su siguiente partido, un inicio el 4 de julio, anotó su primer gol de Palmeiras en su 14 ° juego, abriendo una victoria por 3-1 en el Sport Recife.

### Atlético Mineiro y Botafogo
El 14 de diciembre de 2017, el Atlético Mineiro anunció la adquisición de Erik en un contrato de préstamo de un año para la temporada 2018. Sin embargo, después de una serie de malas actuaciones, fue degradado al equipo de reserva. Posteriormente, dejó el equipo y se unió a Botafogo en préstamo el 17 de agosto por el resto de la temporada.

## Selección nacional
El 8 de mayo de 2013, Erik fue convocado a la selección de fútbol sub-20 de Brasil para el Torneo Toulon de aquel año. Como respaldo a Giovanni y Vinícius Araújo, solo apareció contra Nigeria el 4 de junio, anotando el primero en un empate 1–1; su equipo finalmente fue coronado campeón poco después.
El 6 de marzo de 2015, Erik fue convocado a la sub-23, haciendo su debut en una derrota local 4-1 sobre Paraguay el 27 de marzo.

## Títulos

### Campeonatos nacionales
| Título                          | Equipo              | País   | Año  |
| ------------------------------- | ------------------- | ------ | ---- |
| Campeonato Brasileño de Serie A | S. E. Palmeiras     | Brasil | 2016 |
| J1 League                       | Yokohama F. Marinos | Japón  | 2019 |